# (500628) 2012 UW160
(500628) 2012 UW160 es un asteroide perteneciente al cinturón de asteroides, región del sistema solar que se encuentra entre las órbitas de Marte y Júpiter, descubierto el 6 de noviembre de 2007 por el equipo del Spacewatch desde el Observatorio Nacional de Kitt Peak, Arizona, Estados Unidos.

## Designación y nombre
Designado provisionalmente como 2012 UW160. 

## Características orbitales
2012 UW160 está situado a una distancia media del Sol de 3,003 ua, pudiendo alejarse hasta 3,716 ua y acercarse hasta 2,289 ua. Su excentricidad es 0,237 y la inclinación orbital 1,751 grados. Emplea 1901,14 días en completar una órbita alrededor del Sol.

## Características físicas
La magnitud absoluta de 2012 UW160 es 17,6. 